# Pristoceuthophilus marmoratus
Pristoceuthophilus marmoratus is een rechtvleugelig insect uit de familie grottensprinkhanen (Rhaphidophoridae). De wetenschappelijke naam van deze soort is voor het eerst geldig gepubliceerd in 1904 door Rehn.